# Leben (Kreta)

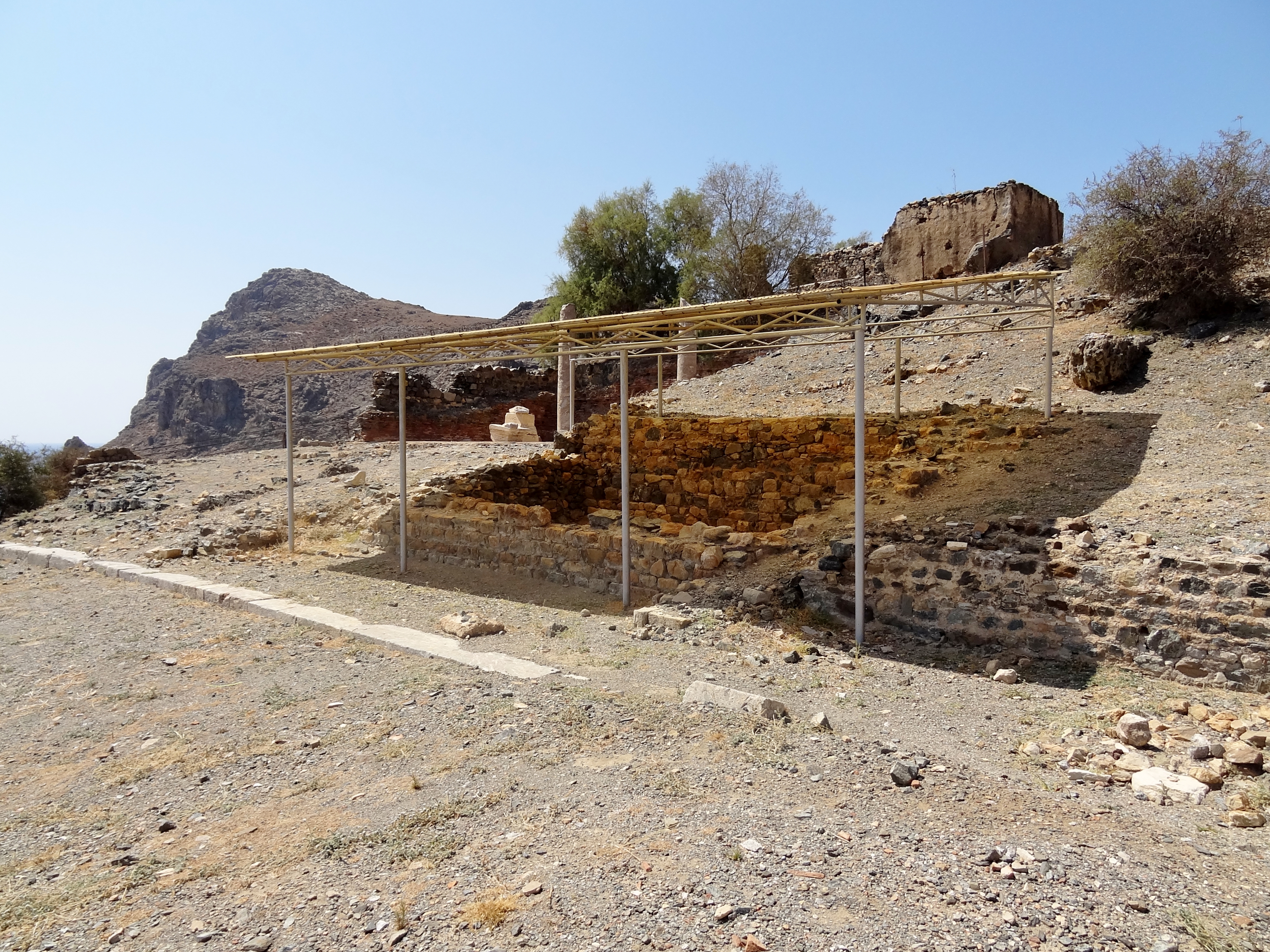
Ausgrabungsstätte des Asklepieions von Leben

Leben oder später Lebena (altgriechisch Λεβήν, Λεβήνα) war eine antike Stadt an der Südküste der griechischen Insel Kreta. Sie befand sich bei der heutigen Ortschaft Lendas. Auf der Tabula Peutingeriana ist sie unter dem Namen Ledena verzeichnet. Die Stadt war einer der Häfen von Gortyn, der Hauptstadt der Provinz Creta et Cyrene in römischer Zeit. In Leben stand ein überregional bekanntes Asklepieion, ein dem Gott der Heilkunst Asklepios geweihtes Heiligtum, von dem Reste erhalten sind. Der Mediziner und klassische Altertumswissenschaftler Ernst Assmann leitete den Namen der Stadt vom semitischen lebi / labi für Löwe ab.

## Lage
Die kleine Ortschaft Lendas (auch Lentas, griechisch Λέντας) zieht sich an der Küste der Bucht entlang, die den Hafen des antiken Leben bildete. Am Libyschen Meer gelegen, einem Teil des Mittelmeers, erstreckt sich die nur 280 Meter breite Bucht zwischen den Vorgebirgen Leontas im Westen und Psamidomouri im Osten. Das einem liegenden Löwen gleichende Kap Leontas (‚Löwenkap‘) war namensgebend sowohl für die heutige Siedlung als auch die antike Stadt. Diese erstreckte sich von der Bucht nach Norden die Hänge hinauf. Unmittelbar nördlich des ehemaligen Stadtgebiets erhebt sich das Asterousia-Gebirge (Αστερούσια Όρη) in Ost-West-Richtung und bildet eine natürliche Barriere zur Messara-Ebene, die nur auf wenigen Pässen überquert werden konnte. Strabon gab im Altertum 90 Stadien für die Entfernung von Gortyn (Γορτύν) in der Messara nach Leben an. Heute führt eine befestigte Straße von Lendas über das auf etwa 500 Metern Höhe befindliche Miamou (Μιαμού) bis in die Messara-Ebene bei Apesokari (Απεσωκάρι).

## Geschichte

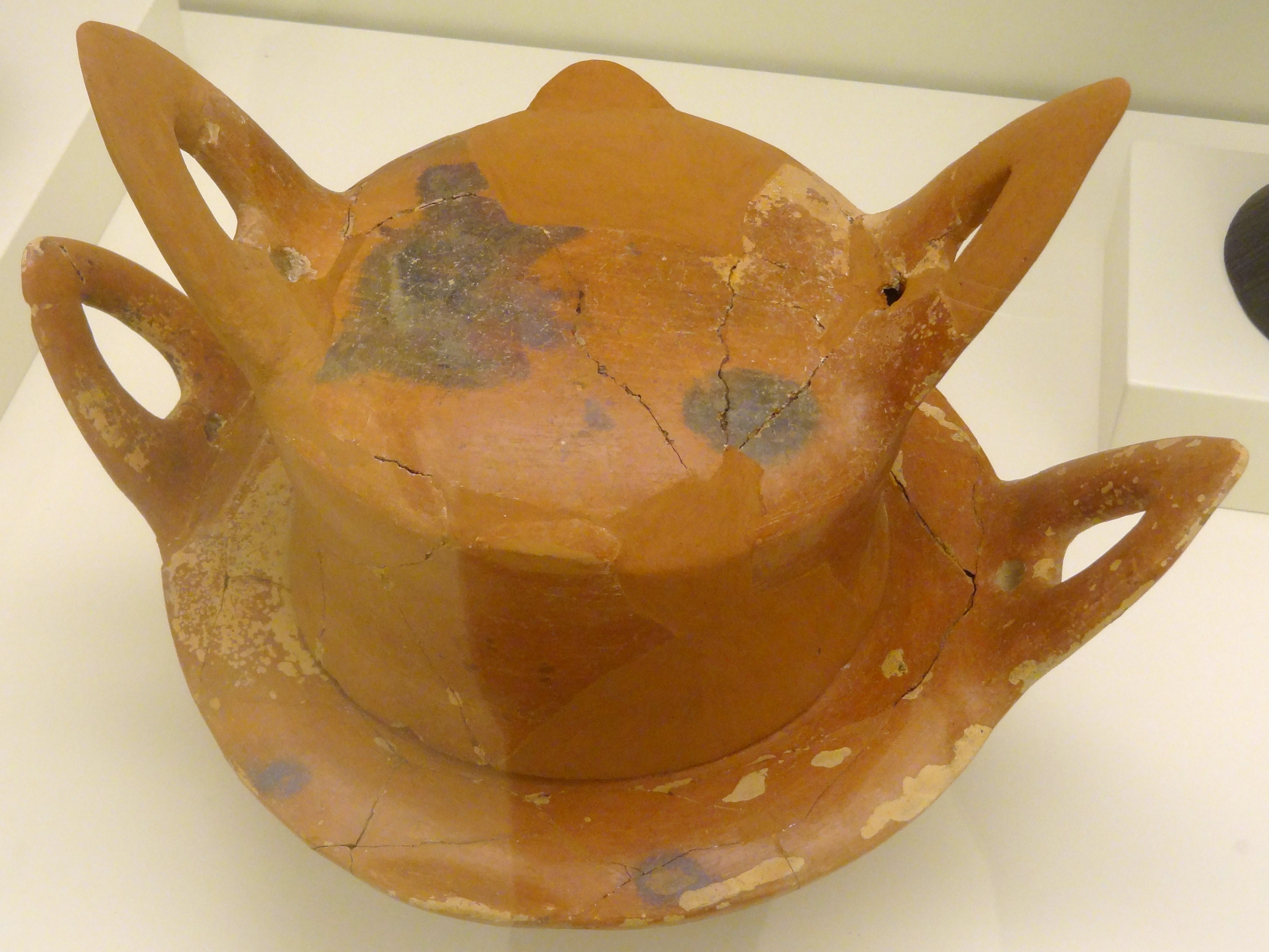
Tonvase (2800–2500 v. Chr.)

Das Gebiet von Lendas war bereits in der Jungsteinzeit bewohnt. Darauf weisen Überreste aus dem 4. Jahrtausend v. Chr., die auf dem Felsengipfel des Kap Leontas gefunden wurden. In frühminoischer Zeit (2600–2000 v. Chr.) bestand auf dem Hügel Anginaropapoura nördlich des Kaps eine mittelgroße Siedlung. Dieser Siedlung werden die Kuppelgräber von Papoura (Παπούρα), Gerokambos (Γερόκαμπος) westlich und Zervou (Ζερβού) östlich der Bucht von Lendas zugeordnet. Fundstücke aus den Gräbern belegen Verbindungen nach Ägypten und den Kykladen. Darunter befinden sich kretische Siegel und Golddiademe, kykladische Figurinen, kretische sowie kykladische Keramik und Steingefäße, Kupferdolche und Obsidianklingen wie auch drei ägyptische Skarabäen der späten 11. oder frühen 12. Dynastie. Sie sind im archäologischen Museum in Iraklio ausgestellt. Die drei Skarabäen, gefunden in Papoura Grab I, Gerokambos Grab II und Gerokambos Grab IIa, gehören zu den wichtigsten Befunden zur Synchronisierung der späten Vorpalastzeit Kretas (FM II bis MM I A) mit der ägyptischen Chronologie.

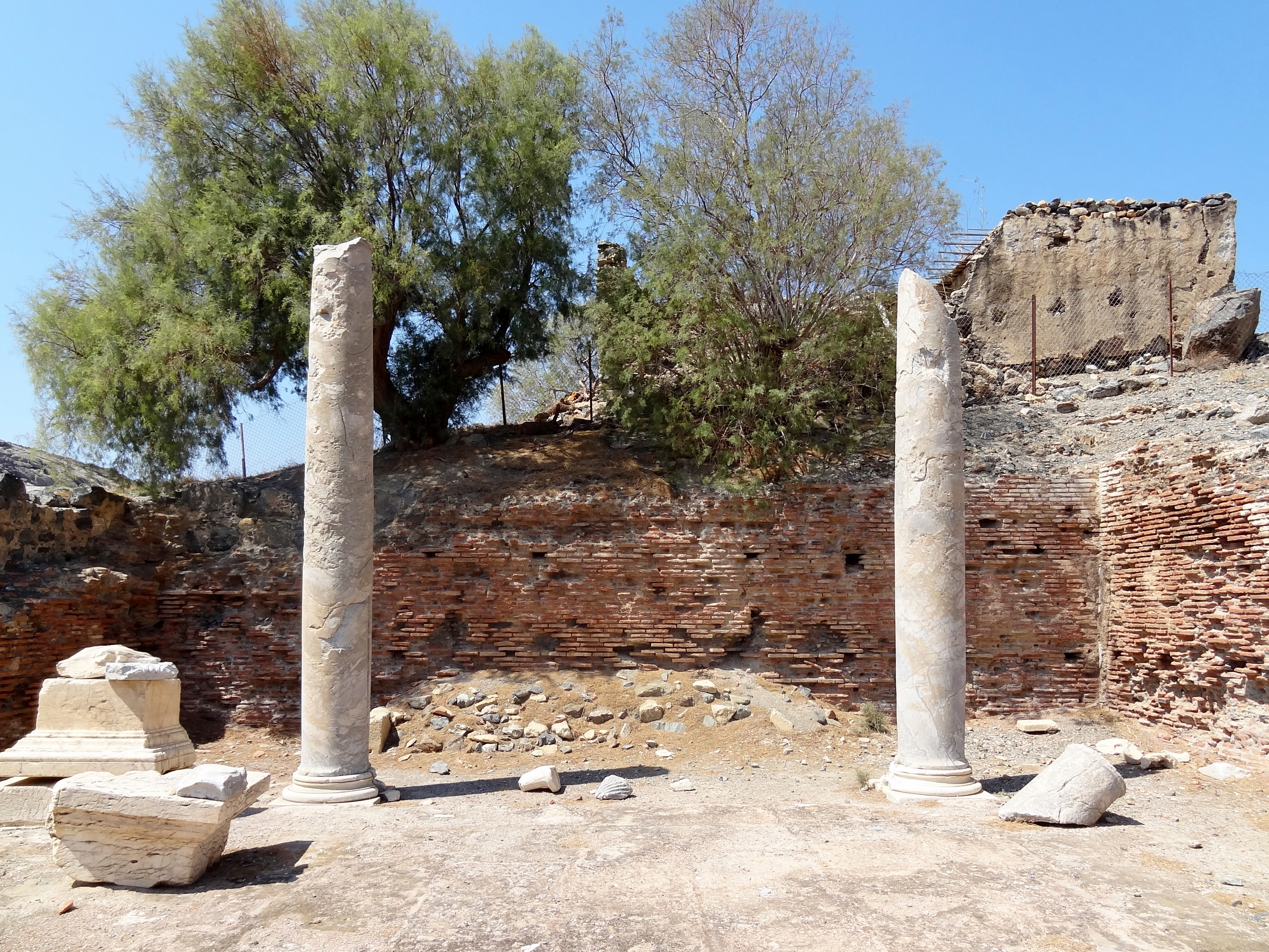
Tempelsäulen des Asklepieion

Schon in der klassischen Zeit Griechenlands war Leben eine Hafenstadt 14 Kilometer südlich von Gortyn in der Messara-Ebene. Nach antiken Quellen (Strabon, Philostratos) und bisherigen Ausgrabungsergebnissen, darunter Inschriften, wurden wahrscheinlich Anfang des 4. Jahrhunderts v. Chr. das Asklepieion von Leben von den Gortynern gegründet und für den Weihbezirk mit angeschlossenem Sanatorium die Vorschriften und Kulthandlungen des Zentralheiligtums des Asklepios in Epidauros auf der Peloponnes übernommen. Pausanias gab hingegen an, dass das Heiligtum von Leben eine kyrenische Gründung sei, da wie im Asklepieion von Kyrene – und im Gegensatz zu Epidauros – Ziegen geopfert wurden. Der Kult des Asklepios folgte einem älteren Kult der auch Heilkräfte besitzenden Götter des Wassers, des Acheloos und der Nymphen. Der Aufstieg Gortyns zur Hauptstadt der Messara nach der Zerstörung von Phaistos um die Mitte des 2. Jahrhunderts v. Chr. wirkte sich auch auf Leben aus. Seit 219 v. Chr. zum unmittelbaren Herrschaftsbereich Gortyns gehörend, war Leben, neben dem westlichen Hafen Matalia (Ματαλία), der Hauptumschlagplatz für Handelswaren Gortyns, vor allem nach Ägypten und in die Levante.

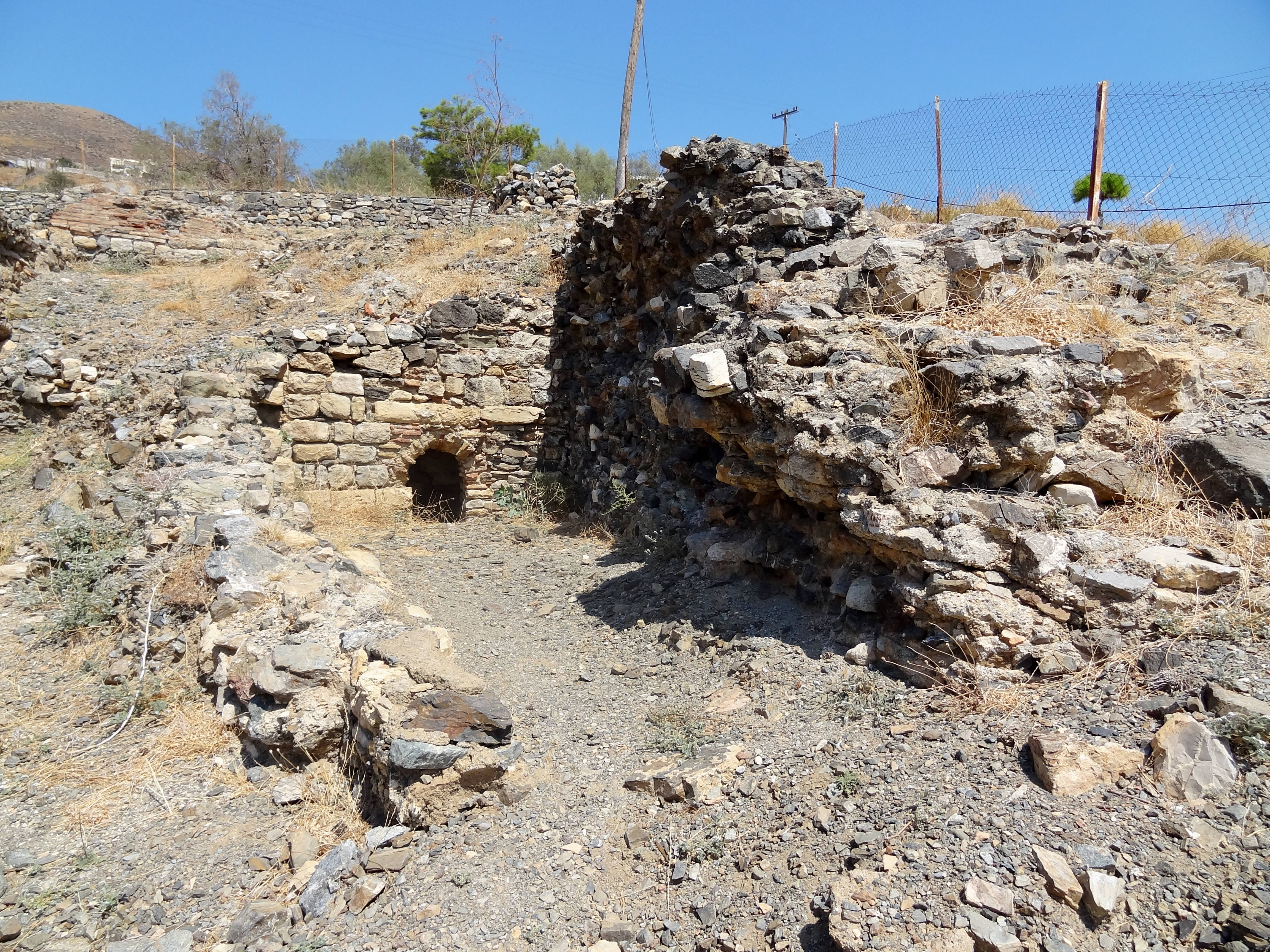
Ehemaliges Brunnenhaus

Die Bedeutung Lebens verstärkte sich noch, als Gortyn infolge der römischen Eroberung Kretas 69 bis 63 v. Chr., bei der sich die Stadt mit Rom gegen Knossos verbündete, ab 67 v. Chr. zur Hauptstadt der gesamten Insel wurde. Nach dem von Philostratos beschriebenen Erdbeben im Jahr 46 v. Chr. wurde Leben schnell wieder aufgebaut. In der römischen Kaiserzeit besuchten neben Kretern auch viele Libyer aus der Kyrenaika das Asklepios-Heiligtum der Küstenstadt mit seinen Heilbädern. Von Gortyn ausgehend begann im 1. Jahrhundert n. Chr. unter Titus, dem ersten Bischof von Kreta, die Christianisierung der Insel. Die christliche Religion setzte sich jedoch erst im 4./5. Jahrhundert durch und verdrängte die antiken Götter. Dies führte zur Schließung des Heiligtums des Asklepios in Leben und zum allmählichen Niedergang der Hafenstadt.
Zu welcher Zeit das Asklepieion geschlossen wurde, ist nicht bekannt. In frühchristlicher und byzantinischer Zeit bestand Leben als Siedlung weiter, davon zeugen Überreste von Gebäuden am Kap Psamidomouri und einer aus dem 5. oder dem Anfang des 6. Jahrhunderts stammenden dreischiffigen Basilika nordwestlich des Kaps. Für die Errichtung der Basilika wurden Bauteile der heidnischen Kultstätte des Asklepieions verwendet, das als Steinbruch diente. Auf den Fundamenten der ehemaligen Basilika, 150 Meter östlich der Ruinen des Asklepieions, steht heute die dem Apostel Johannes geweihte kleine Kirche Agios Ioannis (Άγιος Ιωάννης) mit Resten von Wandmalereien, die der Historiker Giuseppe Gerola in das 14. oder 15. Jahrhundert datierte. Als Onorio Belli in der zweiten Hälfte des 16. Jahrhunderts die Bucht von Lendas besuchte und dabei einen Grundrissplan des Asklepieions erstellte, den er 1586 veröffentlichte, fand er eine „zerstörte und verwüstete Stadt“ vor. Auch Thomas Abel Brimage Spratt beschrieb den Ort 1865 in seinem Buch Travels and researches in Crete als verlassen.

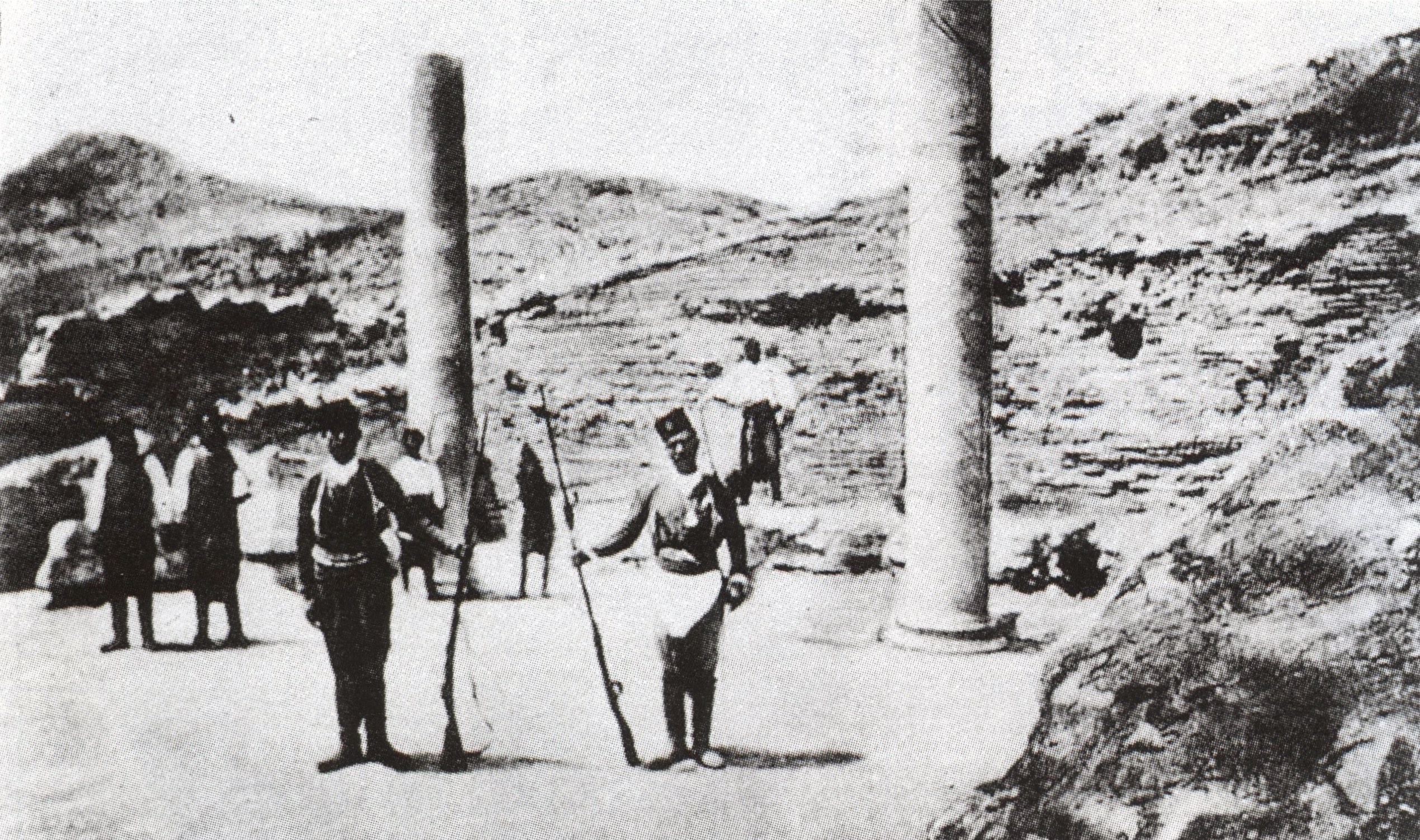
Zeit der Ausgrabungen (1900)

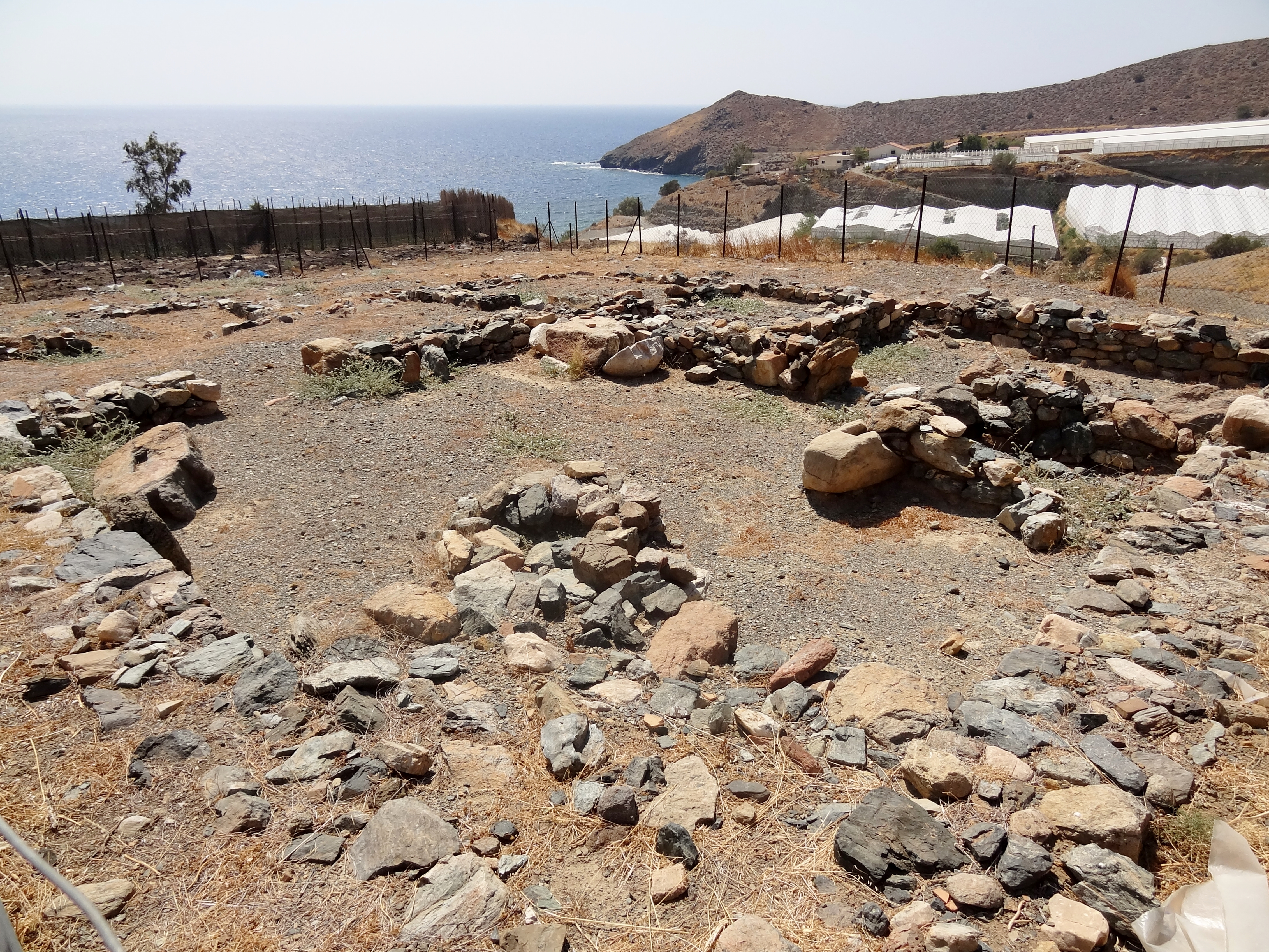
„Landhaus“ von Gerokambos

Erste Ausgrabungen des antiken Leben fanden im Jahr 1900 durch die Missione Archeologica Italiana di Creta unter Federico Halbherr statt und wurden 1910 und 1912–1913 von der Scuola Archeologica Italiana di Atene unter Luigi Pernier fortgeführt. Weitere Grabungen erfolgten 1971 durch Stylianos Alexiou und Angeliki Lebessi von der Archäologischen Gesellschaft Athen. Die meisten der von Halbherr und Pernier gefundenen antiken Skulpturen sind heute verloren, aber durch Fotos bekannt. Ende des 20. Jahrhunderts erforschte der Griechische Archäologische Dienst die Umgebung der Bucht von Lendas. Dabei fand man 2,3 Kilometer westlich auf dem Plateau von Gerokambos die Reste eines hellenistisch-römischen Landhauses.
Nachdem im Jahr 1928 an der Bucht nur zwei Häuser standen, entwickelte sich in den letzten Jahrzehnten des 20. Jahrhunderts am Ufer des Meeres die heutige Ortschaft Lendas mit etwa 120 Einwohnern. An der Westseite des Kap Leontas entstand die kleine Siedlung Dytiko (Δυτικό).

## Ausgrabungen
Vom Heiligtum in Leben wurden der Asklepios-Tempel, die Weststoa mit dem „Schatzhaus“, die Nordstoa und das Brunnenhaus freigelegt. Der in etwa quadratische Tempel aus römischer Zeit stand im südwestlichen Bereich und war nach Osten ausgerichtet. Wie die nördlich anschließende Weststoa stand er auf einer künstlich angelegten Terrasse, einer Aushebung des natürlichen Felsens im Westen und Anschüttungen im Osten, die durch eine Kalksteinmauer gestützte wurden. Die Wände des Asklepios-Tempels an dessen Nord-, West- und Südseite, noch heute bis zu 3,40 Meter hoch, bestanden aus mit weißem geäderten Marmor verkleideten Tonziegeln. Der Fußboden der Cella war in der Mitte mit Marmor und an den Rändern mit einem Mosaik aus weißen und schwarzen Steinchen ausgelegt, von dem nur ein geringer Rest erhalten ist.

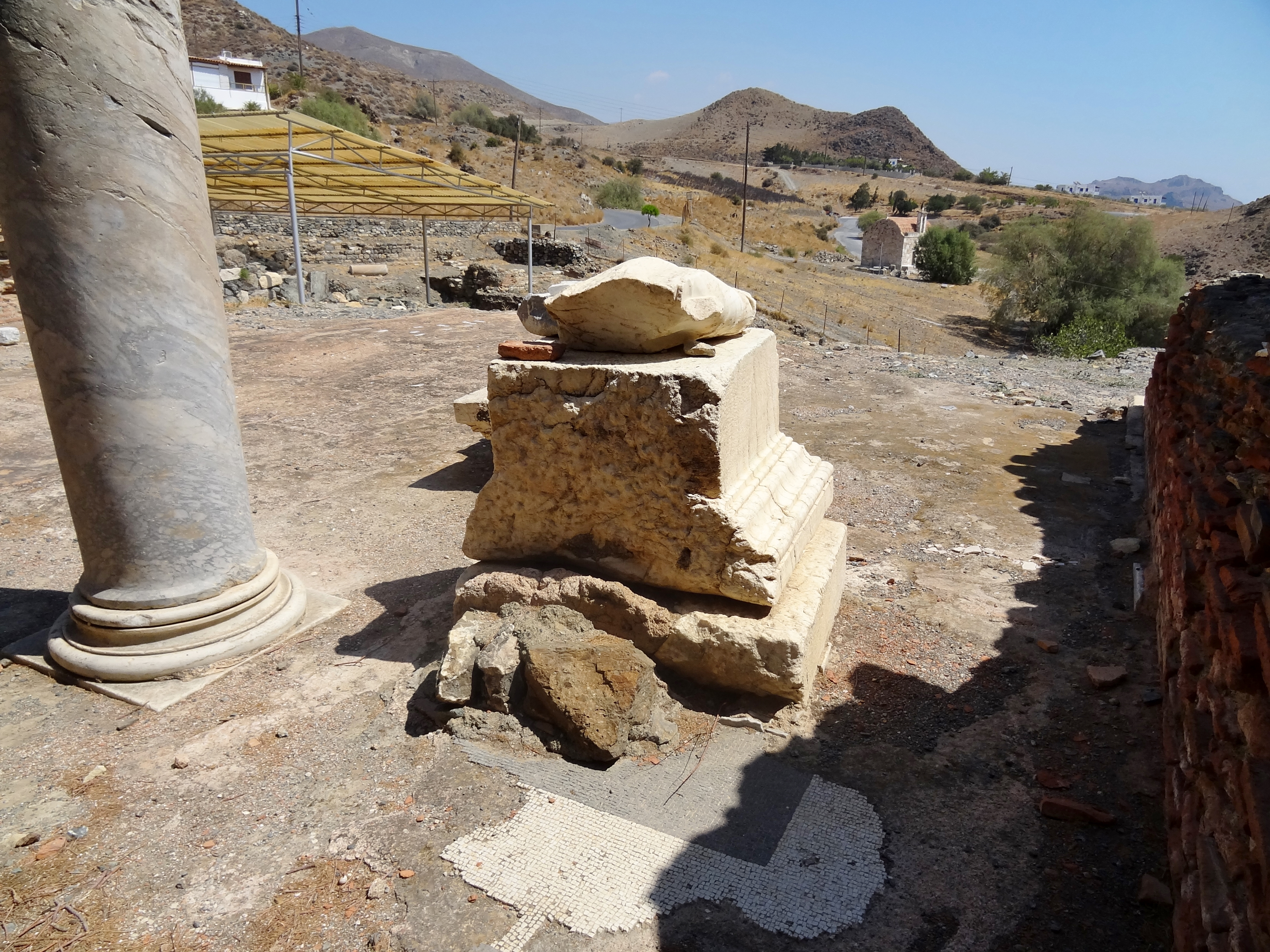
Südseite des Tempels

An der Westwand des Tempels befand sich ein sechs Meter langes Marmorpodest. Auf ihm standen die Statuen des Asklepios und seiner Familienmitglieder, wie seiner Tochter Hygieia. An der Südseite ist die Basis einer Asklepios-Statue erhalten, deren Inschrift auf die Weihung durch eine Person namens Xenion (Ξενίων) weist. Möglicherweise ist Xenion derselbe, der auf den Inschriften der Standbilder des Marcus Aurelius und des Lucius Verus auf dem Kapitol von Kyrene erwähnt wird. Markant sind die beiden erhaltenen und bis zu 4,70 Meter hoch aufrecht stehenden Marmorsäulen des Tempels von Leben. Sie besitzen im unteren Bereich der einander zugewandten Seiten eine Rille, die zur Aufnahme eines Gitters diente.

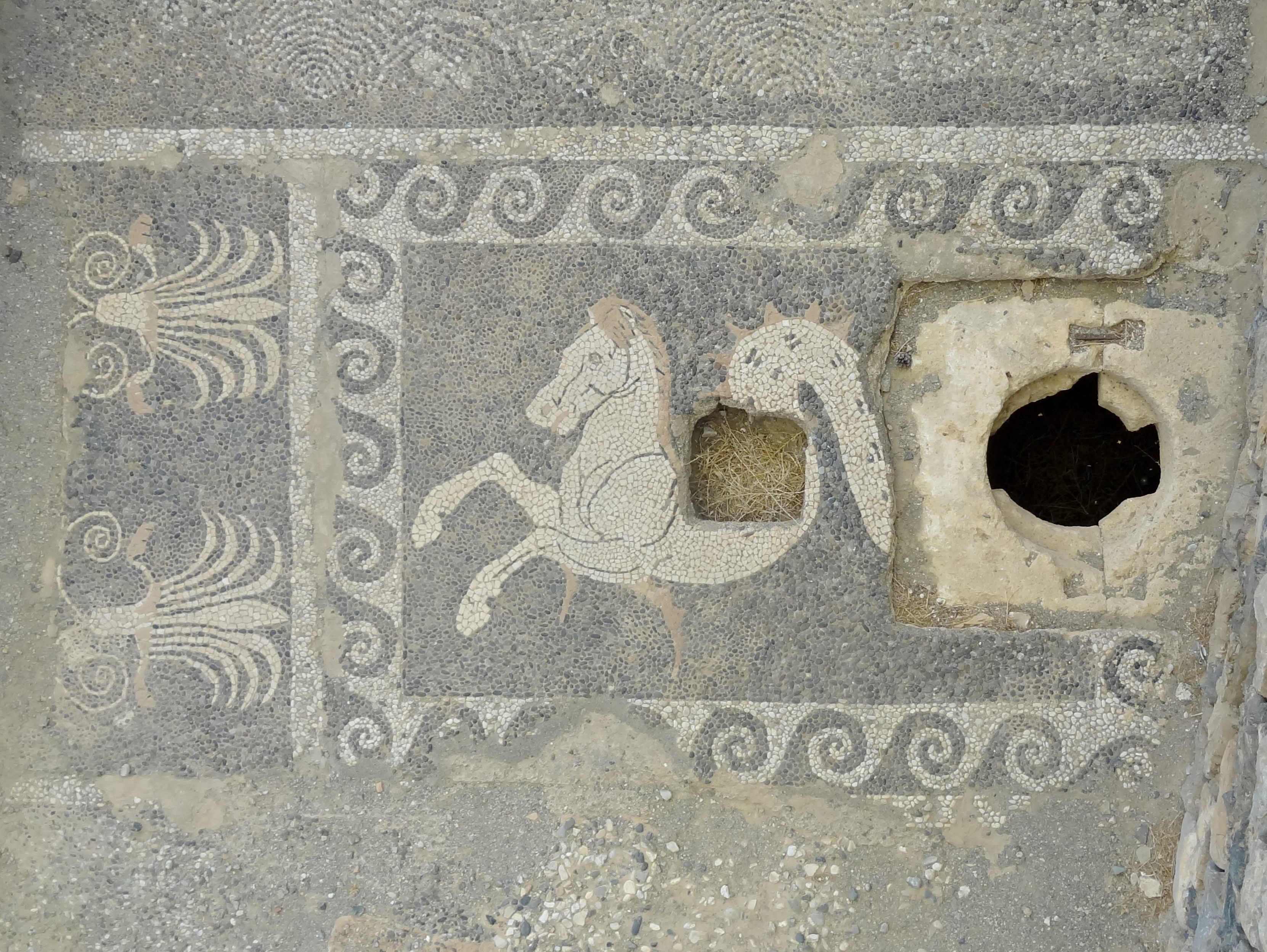
Hippokampbildnis im „Schatzhaus“

Die in Nord-Süd-Ausrichtung errichtete Weststoa nördlich des Tempels ist 27 Meter lang. Vom Stylobat an der Ostseite sind nur noch das aus Ziegeln bestehende Nordende, eine Marmorbasis und die Fundamente weiterer Säulenbasen vorhanden. Innerhalb des Nordteils der Westmauer liegen Schwellsteine von drei Eingangstüren, die zu kleinen Räumen führten. Die Weststoa stammt, wie der Tempel, aus der römischen Kaiserzeit. Unter dem südlichen Bereich der Säulenhalle fand man ein älteres Gebäude aus hellenistischer Zeit mit einem Mosaikfußboden aus schwarzen, weißen und roten Steinchen. Das Mosaik stellt zwei aus Voluten herauswachsende Anthemien und einen weißen Hippokamp dar, der von einem Mäander in der Form „Laufender Hund“ umgeben ist. Die Westwand des römischen Bauwerks überschneidet die Bildfläche mit dem Hippokamp.
Die westliche Seite des nicht überbauten hellenistischen Mosaikfeldes wurde schon in der Antike zerstört, um in die darunter liegende Schatzkammer zu gelangen, in der die dem Asklepios geweihten Gegenstände aufbewahrt wurden. Der mit sieben Reihen Kalksteinquadern ausgekleidete viereckige Schacht hat eine Seitenlänge von 0,95 und eine Tiefe von 1,90 Metern. Hier fand man zwei Marmorfragmente mit Teilen der Weihinschrift der Stiftung der Schatzkammer des Asklepios durch die Gortyner. Unter ihnen befand sich die runde steinerne Öffnung zur Schatzkammer mit einem zylindrischen Deckel, der nur mit einem Schlüssel geöffnet werden konnte. Der Deckel lag zerbrochen in der Kammer, deren Bau schätzungsweise nicht vor das 3. oder den Anfang des 2. Jahrhunderts v. Chr. datiert wird.

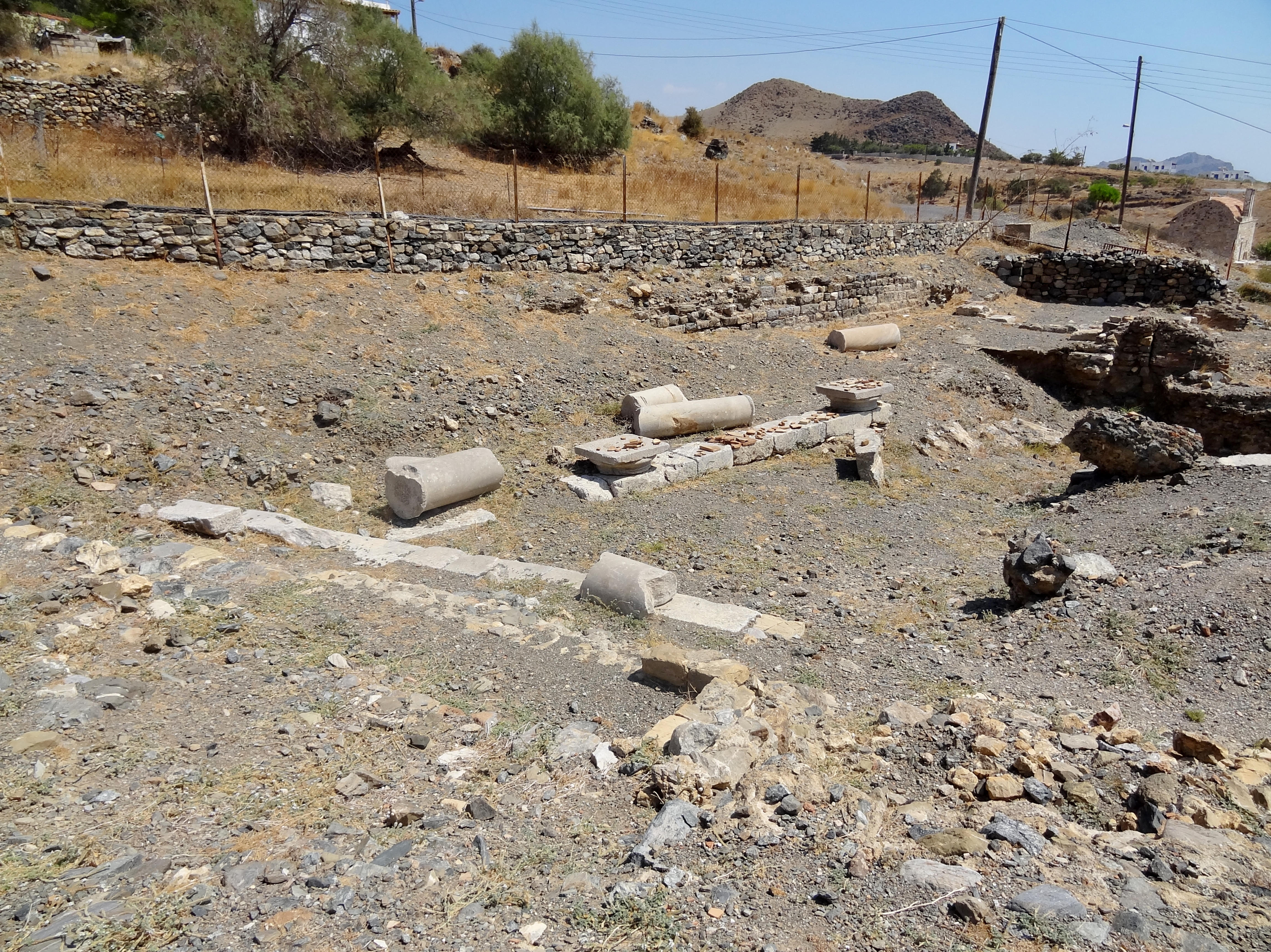
Nordstoa des Heiligtums

Die römische Weststoa war von Osten her über eine etwa 35 Meter lange Marmortreppe begehbar. Von dieser sind im Norden noch acht Stufen erhalten. Sie enden an der Rückwand der Nordstoa, die den Weihbezirk im Norden begrenzte. Die Nordstoa zog sich über 18 Meter von Nordwest nach Südost zum Brunnenhaus auf einem tiefer liegenden Niveau. Die von der Weststoa und dem Tempel abweichende Orientierung der Nordstoa resultiert aus der älteren Bauzeit. Inschriftenfragmente stammen aus dem 2. Jahrhundert v. Chr. Sie berichten von Wunderheilungen und -mitteln des Asklepios und lassen vermuten, dass es sich hier um das Adyton oder Abaton des Heiligtums handelte, dem Inkubationsort, wo Kranke schliefen, um geheilt zu erwachen. Später wurde es in die römischen Neubauten integriert. Geblieben sind von dem Bau Säulenbasen, Teile von Säulenschäften und Platten der marmornen Wandverkleidung. Bei einem Anbau mit zwei nach außen vortretenden Apsiden aus Ziegeln im Osten der Nordstoa handelte es sich wahrscheinlich um einen Lustrationsraum für kultische Reinigungen oder ein Nymphäum.

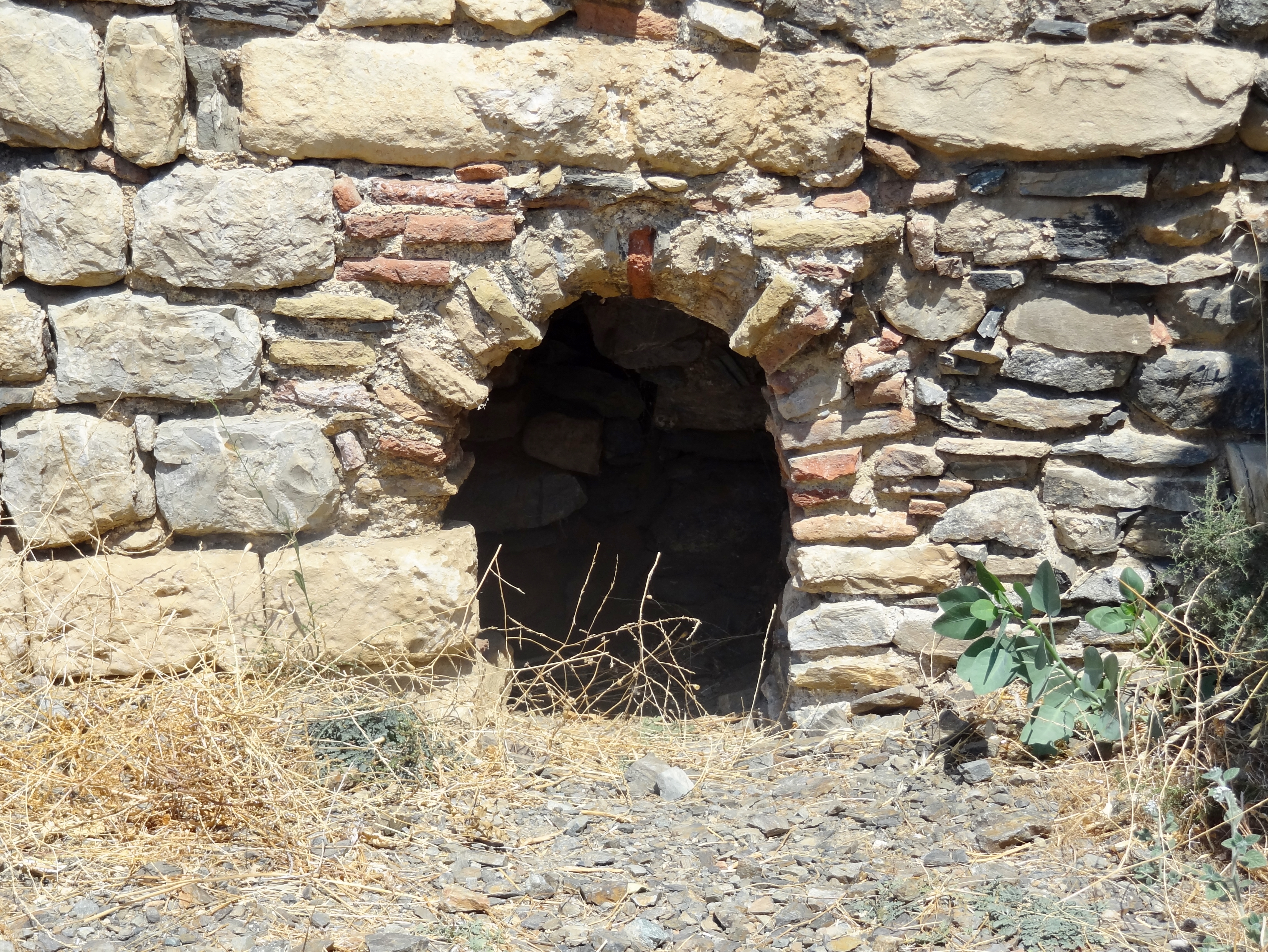
Bogennische im Brunnenhaus

Sechs Meter südlich unterhalb des Ostendes der Nordstoa befinden sich die Reste eines Brunnenhauses. Um den Austritt des Quellwassers, dem eine heilende Wirkung nachgesagt wurde, errichtete man eine steinerne Einfassung mit einer überwölbten Nische aus Tonziegeln. Das Brunnenhaus gilt als ältester Punkt des Heilkultes. Im Süden des Asklepieions in Richtung Meer befanden sich zwei große Zisternen aus Ziegelsteinen, möglicherweise für Heilbäder. Sie waren durch Tonröhren miteinander verbunden.
Im Stadtbereich um das Asklepieion zeichnen sich weitere Bauten ab. Viele Mauerreste befinden sich auf einer Anhöhe im Nordwesten des Heiligtums. Fast am Meeresufer und nahezu parallel zu diesem sind die Grundmauern eines über 100 Meter langen und 10 Meter breiten Gebäudes mit mehreren kleinen Querwänden zu erkennen. Den Abschluss im Westen bildet eine fast kreisrunde Exedra. Die Fassade war mit vorgestellten Halbsäulen aus Ziegeln geschmückt. Südwestlich, direkt an der Westecke der Bucht, stand ein weiteres großes Gebäude. Von ihm ist kaum etwas erhalten. Dies trifft auch auf eine ehemalige Brücke über den Bachlauf zu, der an der Nordostecke der Bucht mündet. Von der antiken Brücke existieren nur noch zwei Fundamente in einem Abstand von sechs Metern.